# 林喬
林 喬（はやし たかし、1864年 2月10日（元治元年1月3日）- 1944年（昭和19年）2月10日）は、明治から昭和前期の漁業者、実業家、政治家。衆議院議員、初代香川県寒川郡志度村長。旧姓・上原。

## 経歴
讃岐国香川郡安原下村（香川県香川郡安原村、塩江町を経て現:高松市塩江町安原下）で、上原家の二男として生まれ、寒川郡志度村（大川郡志度町を経て現さぬき市志度）の林家の養嗣子となる。皇漢学、算数を修めた。
漁業を経営し、香川県各郡連合漁業組合議長、同県遠洋漁業組合議長、大日本水産会員、東讃銀行取締役、志度郵便局長、香川県三等郵便局会長などを務めた。
政界では、学務委員、戸長を務め、1890年（明治23年）町村制施行後初の志度村会議員に選出され、初代志度村長に就任。香川県会議員、同常置委員、寒川郡会議員なども務めた。1894年（明治27年）3月、第3回衆議院議員総選挙に香川県第二区から立憲自由党所属で出馬して当選。第4回総選挙では落選したが、次の第5回、第6回総選挙で連続当選し、立憲政友会に属して衆議院議員を通算3期務めた。
また日本赤十字社の活動にも参画し、香川支部常議員、特別社員などを務めた。